# Райниш, Лео
Лео Райниш (нем. Leo Reinisch), Симон Лео Райниш (нем. Simon Leo Reinisch; 26 октября 1832, Остервиц — 24 декабря 1919, Мариа-Ланковиц) — австрийский египтолог и африканист, педагог, основоположник австрийской египтологии и эфиопистики, один из пионеров описания кушитских языков. Образование получил в Венском университете на факультете классической филологии. С 1884 года являлся членом Австрийской академии наук.
В 1935 году имя Лео Райниша присвоено одному из переулков города Вена в районе Дёблинга (Райнишгассе), с 1938 по 1947 переулок носил имя Юлиуса Лангбена.

## Работы
- Ägyptische Chrestomathie, 2 Bände, 1873/75
- Die Afar-Sprache, 3 Bände, 1886-87
- Die Bilin-Sprache, 2 Bände, 1887
- Die Sprachen von Nordost-Afrika, 3 Bände, 1874-79
- Die Nuba-Sprache, 2 Bände, 1879
- Die Saho-Sprache, 2 Bände, 1890
- Die Somali-Sprache, 3 Bände: Texte 1900, Wörterbuch 1902, Grammatik 1903